# Svante Nordin
Per Svante Gudmund Nordin, född 18 april 1946, är en svensk idéhistoriker och författare. Han är professor emeritus i idé- och lärdomshistoria vid Lunds universitet.

## Biografi
Nordin ägnade sig först åt filosofiämnet, tog en fil. kand. i Lund 1968 och blev filosofie doktor i teoretisk filosofi 1978 på avhandlingen Interpretation and Method: Studies in the Explication of Literature. År 1981 blev han universitetslektor och docent i idé- och lärdomshistoria i Lund och år 1999 professor i samma ämne.

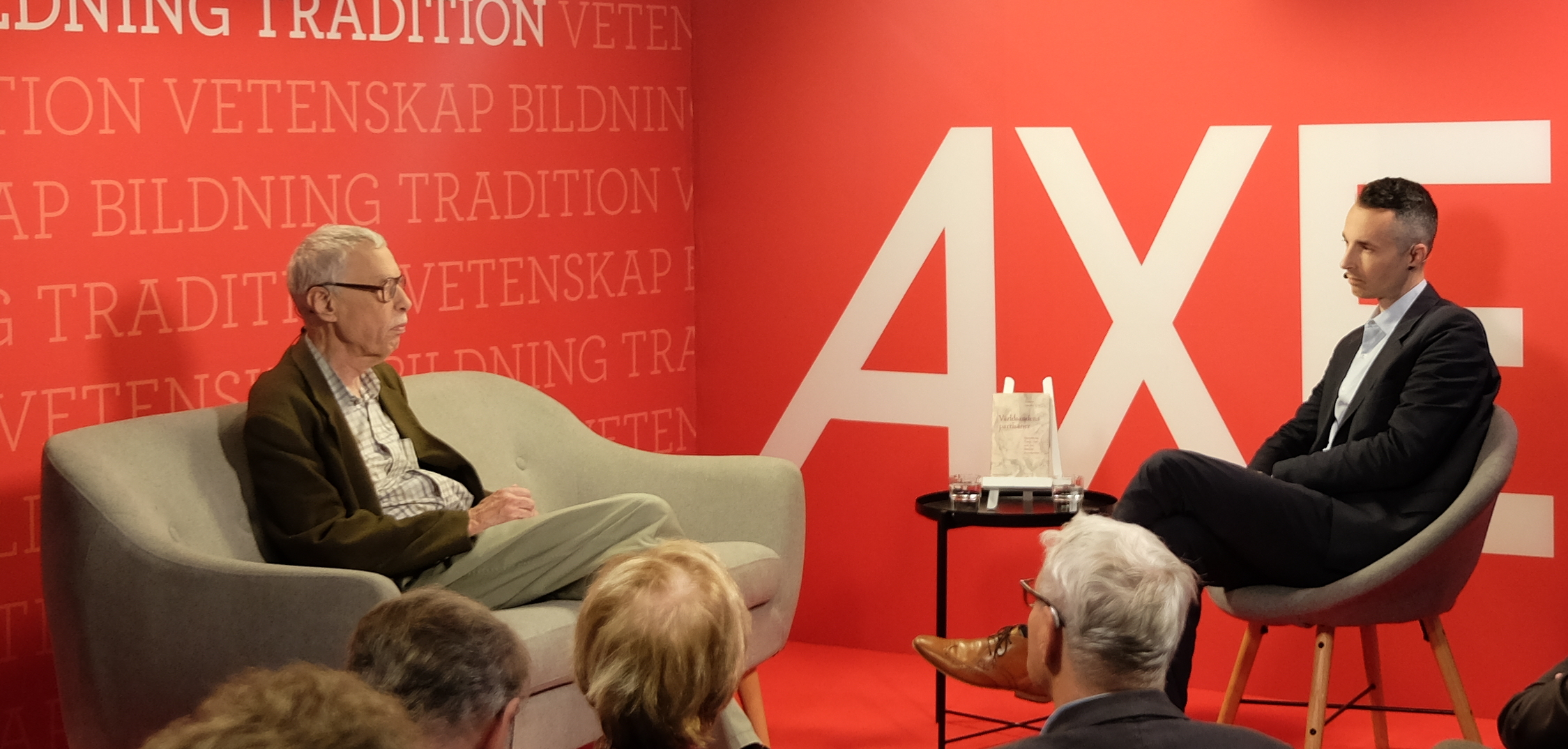
Svante Nordin på Bokmässan i Göteborg 2023. Intervjuad av Axess Magasin.

Hans forskning hade under 1980-talet en tyngdpunkt på filosofihistoria, och han producerade grundläggande verk om den svenska filosofins historia under 1800- och 1900-talen. Senare har han skrivit flera verk om internationell filosofihistoria.
Från 1990-talet har hans forskning rört sig mot att behandla kulturströmningar under främst 1900-talet.
Han har också skrivit biografier över svenska humanister och kulturpersonligheter som Fredrik Böök, Ingemar Hedenius och Sven Stolpe.
Filosofernas krig nominerades 1998 till Augustpriset och Filosoferna vann 2011 Stora fackbokspriset. Även Tanke och dröm nominerades 2021 till Stora fackbokspriset.
Nordin, som är en av de flitigaste skribenterna och kulturdebattörerna inom svensk idéhistoria, har också producerat läroböcker i filosofins och de politiska idéernas historia. Han har även varit en flitig medarbetare i Insikt och Handling. Till sin 60-årsdag 2006 erhöll han festskriften Filosofiska citat.

## Utmärkelser, ledamotskap och priser
- Ledamot av Vetenskapssocieteten i Lund (LVSL, 1993)[6]
- 1994 – Tegnérpriset
- 1999 – John Landquists pris
- 2005 – Axel Hirschs pris
- 2005 – Gleerups facklitterära pris
- 2011 – Stora fackbokspriset
- H.M. Konungens medalj av 8:e storleken i Serafimerordens band, 28 januari 2025[7]